# John Cromwell Mather
John Cromwell Mather (Roanoke, Virginia, 7. kolovoza 1946.), američki astrofizičar i kozmolog. Doktorirao (1974.) na Kalifornijskom sveučilištu u Berkeleyu. Radi u Goddardovu središtu za svemirske letove u Marylandu (NASA) i profesor je fizike na Marylandskom sveučilištu. Bavi se istraživanjem međuplanetarne prašine i pozadinskoga zračenja s pomoću svemirskih teleskopa. Mjereći mikrovalno pozadinsko kozmičko zračenje nastalo tijekom ranih faza stvaranja svemira s pomoću teleskopa Cosmic Background Explorer (COBE) lansiranog 1989., dobio je podatke koji podupiru hipotezu velikoga praska to jest da je svemir nastao iz stanja visoke temperature i gustoće. Član je Nacionalne akademije znanosti SAD-a (od 1997.) i Američke akademije umjetnosti i znanosti (od 1998.). Za otkriće anizotropnosti mikrovalnoga pozadinskoga kozmičkoga zračenja i njegove ovisnosti o valnoj duljini koja slijedi zakon zračenja crnoga tijela s G. F. Smootom 2006. dobio Nobelovu nagradu za fiziku. Po njem je nazvan asteroid ili planetoid (49700 Mather).

## Pozadinsko zračenje
Pozadinsko zračenje je elektromagnetsko zračenje cijele nebeske sfere, koje se sastoji od zračenja nerazlučenih zvijezda i galaktika, te od zračenja međuzvjezdanog i međugalaktičkoga plina. Spektar je pozadinskoga zračenja neprekidan, a maksimum postiže u području mikrovalova (valne duljine oko 1 mm). Mikrovalno pozadinsko zračenje odgovara spektru toplinskoga zračenja crnoga tijela pri temperaturi od 2,72548 K ± 0,00057 K. Otkrili su ga A. A. Penzias i R. W. Wilson 1965. i ono potvrđuje teoriju velikoga praska prema kojoj mikrovalno pozadinsko zračenje (reliktno zračenje) potječe iz doba približno 379 000 godina nakon velikog praska, kada se temperatura plina snizila na približno 3 000 K, pa su se stvorili neutralni atomi vodika. Ionizirani plin prethodnih doba nije bio proziran. Raspodjela izvora toga zračenja na nebeskoj sferi (pozadinska anizotropija) odražava raspored tvari u trenutku kada je svemir postao proziran. Drži se da je od tih početnih odstupanja u jednolikoj gustoći nastala današnja struktura svemira.

### Veliki prasak
Veliki prasak (engl. Big Bang) je mogući događaj nastanka svemira prije približno 13,7 milijardi godina. Teorija velikoga praska potaknuta je opaženim širenjem svemira (G. Gamow). Prema toj teoriji, svemir se razvio eksplozivno iz stanja s vrlo visokom gustoćom i temperaturom. Teorija prati stanje od 10−43 sekundi nakon praska. Masa sadržana u obliku zračenja bila je veća nego masa sadržana u česticama. Pri temperaturi nižoj od 1010 K odvijale su se termonuklearne reakcije kojima su se stvorile jezgre vodika, deuterija, tricija i helijevih izotopa te litija. Omjeri izotopa nađeni u starim zvijezdama odgovaraju teoriji i prosječnoj gustoći svemira. Nuklearne reakcije prestale su se odvijati 3 minute nakon velikoga praska, kada je temperatura pala ispod l08 K. Pri temperaturi 3000 K, oko 380 000 godina kasnije, stvoreni su neutralni atomi, nastajale su zvijezde i galaktike, svemir je postao proziran i zračenje se moglo slobodno širiti. To je zračenje prepoznato u kozmičkom mikrovalnom pozadinskom zračenju.
Fizikalne pojave ne mogu se pratiti u vremenu prije takozvane Planckove epohe od 10−43 sekunde, dakle, ne mogu se saznati fizički uvjeti, niti bi tada fizičke teorije bile primjenljive. Prema jednomu stajalištu, veliki prasak početak je svega, uključujući vrijeme i prostor, kada je sva materija bila u jednoj točki s beskonačnom energijom. Prema drugomu, to je bila eksplozija nakon koje je počelo teći vrijeme vidljivoga svemira, a energija nije bila beskonačna, te postoji nada da se u opaženim pojavama krije i dio povijesti prethodnoga svemira, koji je mogao imati drugi broj dimenzija.